# Đuro Kurepa
Đuro Kurepa (ur. 16 sierpnia 1907 w m. Majske Poljane, zm. 2 listopada 1993 w Belgradzie) – jugosłowiański matematyk.

## Życiorys
W 1931 roku ukończył studia na Uniwersytecie w Zagrzebiu i w tym samym roku rozpoczął pracę jako asystent w nauczaniu matematyki. Następnie Kurepa udał się do Collège de France i Uniwersytetu Paryskiego, gdzie uzyskał tytuł doktora w 1935 roku.
Kurepa kontynuował studia podoktoranckie na Uniwersytecie Warszawskim i Uniwersytecie Paryskim. W 1937 został adiunktem na Uniwersytecie w Zagrzebiu, rok później profesorem nadzwyczajnym, a stanowisko profesora zwyczajnego objął w 1948. Po zakończeniu II wojny światowej i powstaniu Socjalistycznej Federalnej Republiki Jugosławii podróżował na pięć uniwersytetów w Stanach Zjednoczonych: Uniwersytet Harvarda, Uniwersytet Chicagowski, filia Uniwersytetu Kalifornijskiego w Berkeley i Los Angeles, Institute for Advanced Study oraz Uniwersytet Columbia.
W 1965 roku Kurepa przeniósł się na Uniwersytet w Belgradzie, gdzie zajmował się logiką i matematyką teorii mnogości. Kurepa był członkiem kilku organizacji, w tym Serbskiej Akademii Nauk i Sztuki oraz Jugosłowiańskiej Akademii Nauk i Sztuki.
Przez całe życie Kurepa opublikował ponad 700 artykułów, książek oraz ponad 1000 recenzji naukowych. Kurepa wpłynął na matematykę teorii mnogości na kilka sposobów, w tym nadając swoje imię drzewu Kurepa.
Zmarł po pobiciu przez bandytów w 1993 roku.